# Nilörngruppen
Nilörngruppen AB är ett svenskt börsnoterat företag i Borås , som trycker etiketter.
Företaget grundades på 1970-talet i Borås av Claes-Göran Nilsson i Borås som ett företag för att ombesörja tryck och vävning av etiketter genom andra företag. Det köpte på 1980-talet först Borås Etikettväveri som egen fabrik, och därefter andra företag i Sverige, som Svenska Bandfabriken, Bohus Textilkonst och Nordisk Heliotextil, samt Menda i Danmark. 
Nilörngruppen har därefter expanderat med andra företagsköp i bland andra Danmark, Schweiz, Belgien, Frankrike, Tyskland, Storbritannien och Turkiet. Den har också etablerat dotterföretag i bland annat Kina, Pakistan och Bangladesh.
Nilörngruppens aktie noterades 1998 första gången på Stockholmsbörsen. Efter att familjen Stillströms AB Traction förvärvat aktiemajoriteten, avnoterades aktien 2005. Från 2015 noterades den  på Stockholmsbörsens First North-lista och från 2018 på Small Cap-listan.